# هام اون جونگ
هام اون جونگ (به کره‌ای: 함은정) (زادهٔ ۱۲ دسامبر ۱۹۸۸) که بیشتر با نام هنری اون‌جونگ (به کره‌ای: 은정) و همچنین السی شناخته می‌شود، خواننده و بازیگر اهل کره جنوبی است. او همچنین عضو گروه تی-آرا است.او همچنین در سریال رویای بلند در نقش یون بک هی در کنار سوزی ،کیم سوهیون و تکیون ایفای نقش کرد.